# Greta W. Stanton
Greta W. Stanton, geborene Greta Wertheimer (geboren 9. April 1919 in Wien; gestorben 18. Mai 2011 in Skillman) war eine austroamerikanische Sozialarbeitswissenschaftlerin.

## Leben
Greta Wertheimer war eine Tochter des Rechtsanwalts Richard Wertheimer und der Klara Deutsch. Sie wuchs im 3. Wiener Gemeindebezirk auf und war als Schwimmerin im jüdischen SC Hakoah Wien aktiv. Sie besuchte das Gymnasium Kundmanngasse und anschließend das Akademische Gymnasium. 1938 machte sie die Lehramtsprüfung in Wien, floh im selben Jahr nach England und 1939 in die USA, wo sie sich zunächst mit Gelegenheitsjobs durchschlug. Ihre Eltern und eine Großmutter konnte sie noch 1941 in die USA holen und vor der Deportation in die Vernichtungslager retten.
Ab 1943 besuchte Wertheimer das Hunter College, machte 1945 einen B.A. und danach die School of Social Work der Columbia University, wo sie 1946 einen Master-Abschluss machte. Sie arbeitete danach in New York in verschiedenen Organisationen als Sozialarbeiterin und später als Supervisorin. Ab 1962 lehrte sie am Hunter College, ab 1968 bis 1971 als Associate Professor an der Fordham Universität und ab 1971 an der Rutgers University als Associate Professor of Social Work. Stanton war ab 1963 mit dem US-amerikanischen Geschäftsmann Herbert G. Stanton (1915–1987) verheiratet; er brachte zwei unmündige Kinder in die Ehe. 1975/76 bildete sie sich zur Familientherapeutin weiter. 1988 wurde sie emeritiert.
Stanton verfasste Beiträge für die Zeitschrift „Abstracts for Social Workers“. 2009 veröffentlichte sie ihre Memoiren. Sie war 2004 eine der sieben porträtierten Frauen in der Filmdokumentation Watermarks: The Jewish swimming champions who defied Hitler, in der die Geschichte von Schwimmerinnen des Hakoah Sportvereins im Wien der 1930er Jahre erzählt wird. Stanton trat als Zeitzeugin der Judenverfolgung auf.

## Schriften (Auswahl)
- Children of separation: an annotated bibliography for professionals. Metuchen, N.J : Scarecrow Press, 1994
- Still alive in the shadow of Shoah : what I remember and what I want my grandchildren to know about my life experiences. Xlibris, 2009